# Georg Detharding (Mediziner, 1645)
Georg Detharding (* 2. Februar 1645 in Stettin; † 11. März 1712 in Güstrow) war ein deutscher Arzt und früher Autor von Lehrbüchern für Hebammen und Pflegepersonal.

## Leben
Georg Detharding entstammte einer bekannten Arztfamilie und war der Sohn des gleichnamigen Hofapothekers und Besitzers des Schöppenstuhls Georg Detharding. Er studierte von 1663 bis 1667 Medizin in Rostock, Kopenhagen und Königsberg und schloss sein Studium am 7. November 1667 mit der Promotion ab. Seine Dissertation trug den Titel De imbicillitate ventriculi (Über den schwachen Magen).
Detharding ließ sich als praktischer Arzt in Stralsund nieder und wurde am 30. März 1674 zum Assistenten des Stadtphysikus gewählt. Teil seiner Aufgabe als Subphysikus war die Zulassungsprüfung für Hebammen. Für diesen Zweck veröffentlichte er 1675 die Schrift Die Befragung der Hebamme, in der er 150 Prüfungsfragen und -antworten zusammentrug. Ihm oblag ebenfalls die Beaufsichtigung und Anleitung der Stralsunder Lohnwärter und Lohnwärterinnen, eine damals übliche Bezeichnung für Pflegekräfte. Er verfasste in diesem Zusammenhang im Jahre 1679 eines der ersten deutschsprachigen Lehrbücher für Krankenpflege mit dem Titel Der unterwiesene Kranckenwärter. Darin empfahl er, vorzugsweise Frauen als Pflegende einzusetzen, die sich unbedingt und absolut an die ärztlichen Anweisungen zu halten hatten.
Am 30. November 1680 zog  Georg Detharding nach Güstrow und übernahm dort die Stelle als Stadtphysikus und Garnisonsmedikus. Am 27. Januar 1694 erfolgte seine Berufung als Hofmedikus des mecklenburgischen Herzogs Gustav Adolf.
Georg Detharding war ab 1667 verheiratet mit Anna Catherina Nese (1638–1678), die Familie hatte fünf Kinder. In zweiter Ehe war er verheiratet mit Anna Maria Dietrich, Tochter eines Rostocker Senators. Die in dieser Ehe 1680 geborenen Zwillinge verstarben früh. Unter Dethardings Nachkommen finden sich zahlreiche Mediziner, Hochschullehrer sowie einige Theologen und Juristen. Sein gleichnamiger Sohn, Georg Detharding (* 13. Mai 1671 in Stralsund; † 23. Oktober 1747 in Kopenhagen), wurde ebenfalls Mediziner. Der Rufname Georg wurde bei männlichen Nachkommen der Familie Detharding über mindestens sieben Generationen hinweg geführt.

## Werke
- Casus Medicus Practicus De Imbecillitate Ventriculi, Quem, Divina annuente gratia, Loco Disputationis Inauguralis Ab Amplissima Facultate Medica in Celeberrima ad Varnum Academia propositum, Sub Praesidio ... Dn. Johannis Bacmeisteri, Med. Doctoris, Professoris ... Pro Licentia Summos in arte Medica rite consequendi honores, publico Eruditorum examini submittit, Georgius Detharding/ Sed. Pom Ad d. XI. Aprilis horis ante & postmeridianis in Auditorio maiori.  Rostochii: Kilius 1667
- Examen obstetricum oder Befragung der Hebammen: Bestehend in 150 Fragen, auff welche eine anzunehmende Bade-Mutter soll antworten können ... Stralsund: Meder 1675
- Der unterwiesene Krancken-Wärter: in 14 Capittel best.; darinnen dessen so bey den Krancken umbgehet Gebühr und Ampt abgebildet und fürgestellt wird. Kiel 1679
- Wolmeinende Erinnerung/ dadurch vom schädlichen Mißbrauch der Artzeney-Mittel Insgemein einen jeden/ und voraus die jenigen so sich dessen wolmeinend unterfangen Christ-billig abrahten wollen. Rostock: Riechel 1686 (Digitalisat)
- Epistola Paraenetica Ad Filium omōnymon Medicinae Candidatum cum hic pro obtinendo Doctoris Titulo De Calculis Microcosmi in Cathedra Altdorffina publice disputaret Gustrovio serius paulo missa. [S.l.] 1693